# NH Collection Open
O NH Collection Open foi um torneio masculino de golfe do Circuito Europeu e do Challenge Tour, realizado uma única vez, em abril de 2014, na Reserva de Sotogrande Club de Golf, em Cádiz, Espanha. Quem venceu foi o italiano Marco Crespi com uma pontuação de 278 (–10) em apenas duas tacadas.

## Campeão
| Ano  | Campeão      | País   | Pontuação | Par | Margem    | Vice-campeões                     |
| ---- | ------------ | ------ | --------- | --- | --------- | --------------------------------- |
| 2014 | Marco Crespi | Itália | 278       | −10 | 2 tacadas | Jordi García Pinto, Richie Ramsay |